# レオン・サメティーニ
- レオン・ザメティーニ

レオン・サメティーニ (Léon Sametini, 1886年3月16日 - 1944年8月20日)は、オランダで生まれたアメリカ合衆国のヴァイオリニスト、音楽教師。

## 経歴
1886年、ロッテルダムに生まれた。アムステルダム音楽院でブラム・エルダリングに師事した。その後プラハに出て、オタカール・シェフチークの下で学び、ウジェーヌ・イザイと彼の息子の下でも研鑽を積んだ。これらの師らに、フリッツ・クライスラー、ミッシャ・エルマン、ジャック・ティボーに匹敵する印象を与えている。
ロンドンでイゾルデ・メンゲスらの指導に当たった後、1910年代後半にシカゴに移住し、シカゴ音楽大学でアーロン・ロザンド、ギラ・ブスタボ、シルベストレ・レブエルタス、オリヴァー・コルベントソンらを教えた。1944年、シカゴにて死去。